# Goiswintha
Goiswintha nebo Goswintha, Goisvinta, Gosuinda (530?–589), byla vizigótskou královnou. Její první manžel byl vizigótský král Athanagild, kterému porodila dvě dcery. Starší dcera Galswintha se provdala za franckého krále Neustrie Chilpericha I. A mladší Brunhilda za franckého krále Austrasie Sigiberta I.

## Životopis
Po Athanagildově smrti zůstal trůn pět měsíců neobsazen. Poté byl v Narbonne zvolen Liuva I., který byl pravděpodobně narbonnským duxem. Později přidružil na trůn svého bratra Leovigilda (rok 569). Krátce na to, se Leovigild oženil s Goiswintou a velice tím posílil svoji pozici. V roce 572 Liuva I. zemřel a jediným panovníkem se stal Leovigild. Goiswintha podněcovala sňatek mezi svojí vnučkou Ingundou (matka Brunhilda a otec Sigibert I.) a nevlastním prvorozeným synem Hermenegildem (otec Leovigild a matka první manželka Theodosia).
Goiswintha, která byla fanatickou ariánkou, předpokládala, že její mladá vnučka bude snadno zvládnutelná a dá se přesvědčit aby přestoupila k ariánství. Ale byla velmi zklamána. Ingunda byla přesvědčená katolička a nepodlehla nátlaku své babičky a musela od ní strpět mnohá příkoří. Napětí mezi oběma páry (spíše ženami, neboť král nijak neobtěžoval manželku svého syna) se velmi přiostřilo a tak Leovigild, aby předešel problémům, jmenoval Hermenegilda správcem provincie (pravděpodobně Baetica) u hranic s územím, které v té době přináleželo Východořímské říši.
Během této doby Ingunda přesvědčila svého manžela, aby přestoupil na katolickou víru.
Hermenegild poté rozdmýchal povstání proti svému otci a počítal s pomocí Řeků (některé prameny tvrdí, že toto povstání rozdmýchala sama Goiswintha, pravděpodobně aby se zbavila po neúspěšném povstání nepohodlného potenciálního nástupce). Řekové se, ale povstání neúčastnili, povstání bylo potlačeno a Hermenegild našel útočiště v kostele. Leovigild poslal na jednání s ním svého mladšího syna z prvního manželství Rekkareda I. Hermenegild mu nabídl mír. Nabídka byla přijata, avšak Goiswintha prosadila, aby byl uvězněn (Tarragona). Během svého uvěznění, když opět odmítl přestoupit k ariánství, byl na rozkaz svého otce popraven (585).
Král Leovigild, roku 586 zemřel. Na trůn nastoupil Rekkared I., který oficiálně uznal Goiswinthu jako královnu matku. Rekkared roku 587 přestoupil na katolickou víru. Goiswintha, která oficiálně rovněž konvertovala, ale v srdci zůstala ariánkou, se s touto skutečností nehodlala smířit. Rozpoutala proti němu společně s ariánským biskupem Uldilou druhé povstání. Povstání bylo potlačeno, a Uldila poslán do exilu. Goiswintha krátce na to v roce 589 zemřela.